# سیارک ۶۳۵۲۸
سیارک ۶۳۵۲۸ (به انگلیسی: 63528 Kocherhans، نامگذاری:2001PX13) شصت و سه هزار و پانصد و بیست و هشتمین سیارک کشف شده‌است که در ۱۳ اوت ۲۰۰۱ کشف شد.